# Dogenhof

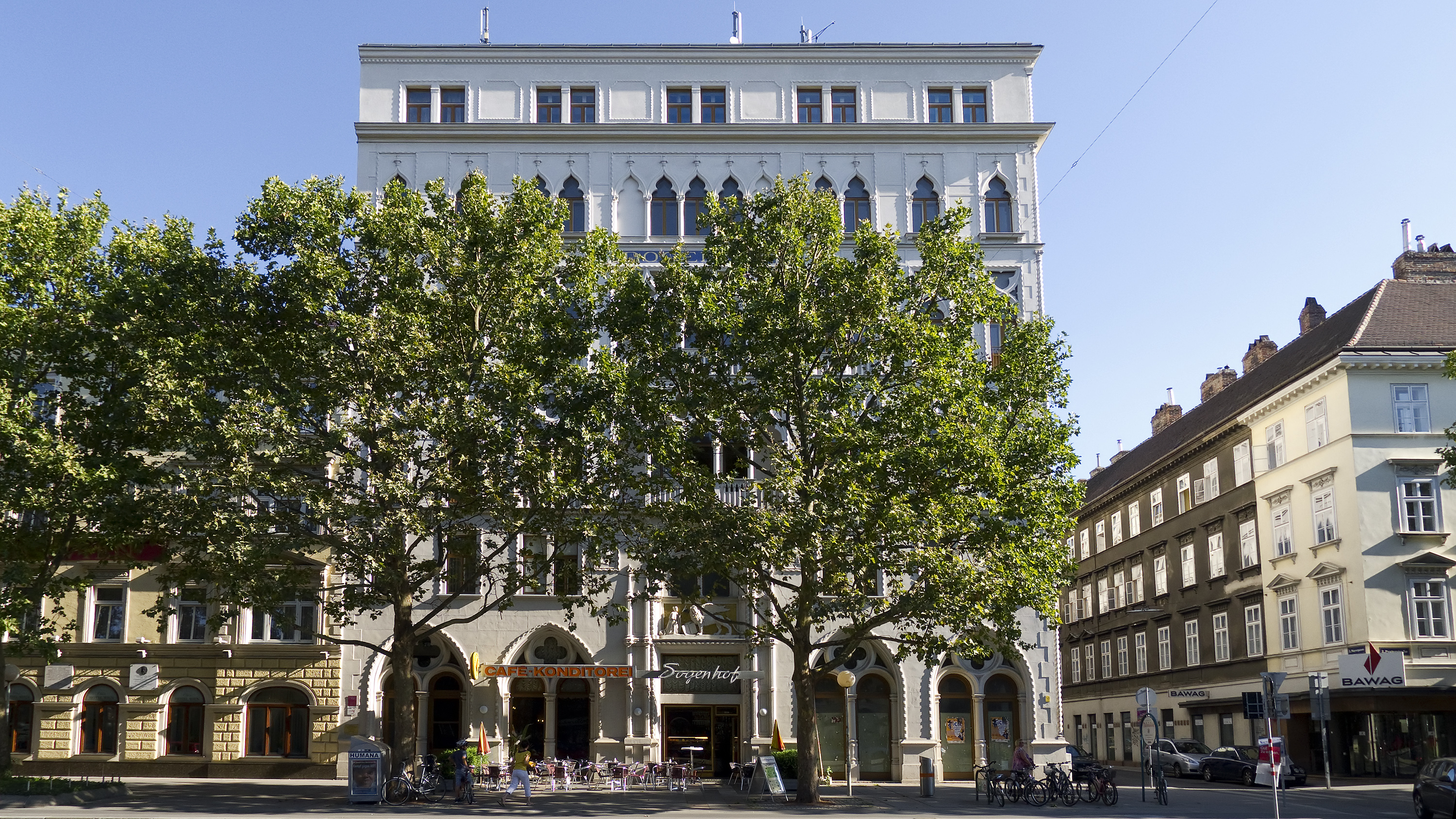
Dogenhof, 2., Praterstraße 70, in Wien

Der Dogenhof [ˈdoːʒənhoːf] ist ein Mietshaus (in Wien: Zinshaus) in der Praterstraße 70, Ecke Mayergasse, im 2. Bezirk Wiens, der Leopoldstadt. Das Gebäude steht unter Denkmalschutz (Listeneintrag).

## Geschichte
1895 wurde im nahe gelegenen Wiener Prater bzw. Wurstelprater das Vergnügungsareal Venedig in Wien eröffnet. Das Gebäude an der Praterstraße wurde von 1896 bis 1898 mit dem Bauherrn und Gutsbesitzer Maximilian Haas nach Plänen des Architekten Carl Caufal als Hotel erbaut, ist aber seit Jahrzehnten nicht mehr als solches in Verwendung. Das Haus befindet sich in unmittelbarer Nähe zum Praterstern, einem wichtigen Verkehrsknoten der Stadt, und zum bis 1945 in Betrieb gewesenen Nordbahnhof, dem damals wichtigsten Bahnhof Wiens, dessen heutiger Nachfolger der Bahnhof Wien Praterstern ist. Unmittelbar dem Dogenhof benachbart ist mit der Adresse Praterstraße 72 das früher Hotel Nordbahn genannte Haus, heute als Austria Classic Hotel Wien geführt.
Seit 2019 wird dort das Restaurant Dogenhof betrieben. Im April 2023 wurde deren Betreiber, die Dogenhof Betriebs GmbH, insolvent. Im Juni 2023 wurde die Schließung bekannt.

## Architektur
Die Gliederung der Fassade wurde nach dem Vorbild der Ca’ d’Oro in Venedig gestaltet. Im zweiten und dritten Obergeschoß Arkaden mit Maßwerk. Über dem Portal befindet sich das Relief Doge mit dem Markuslöwen. Das Café Dogenhof im Erdgeschoß hat Stuck im Tudorstil.